# Kimpa Vita

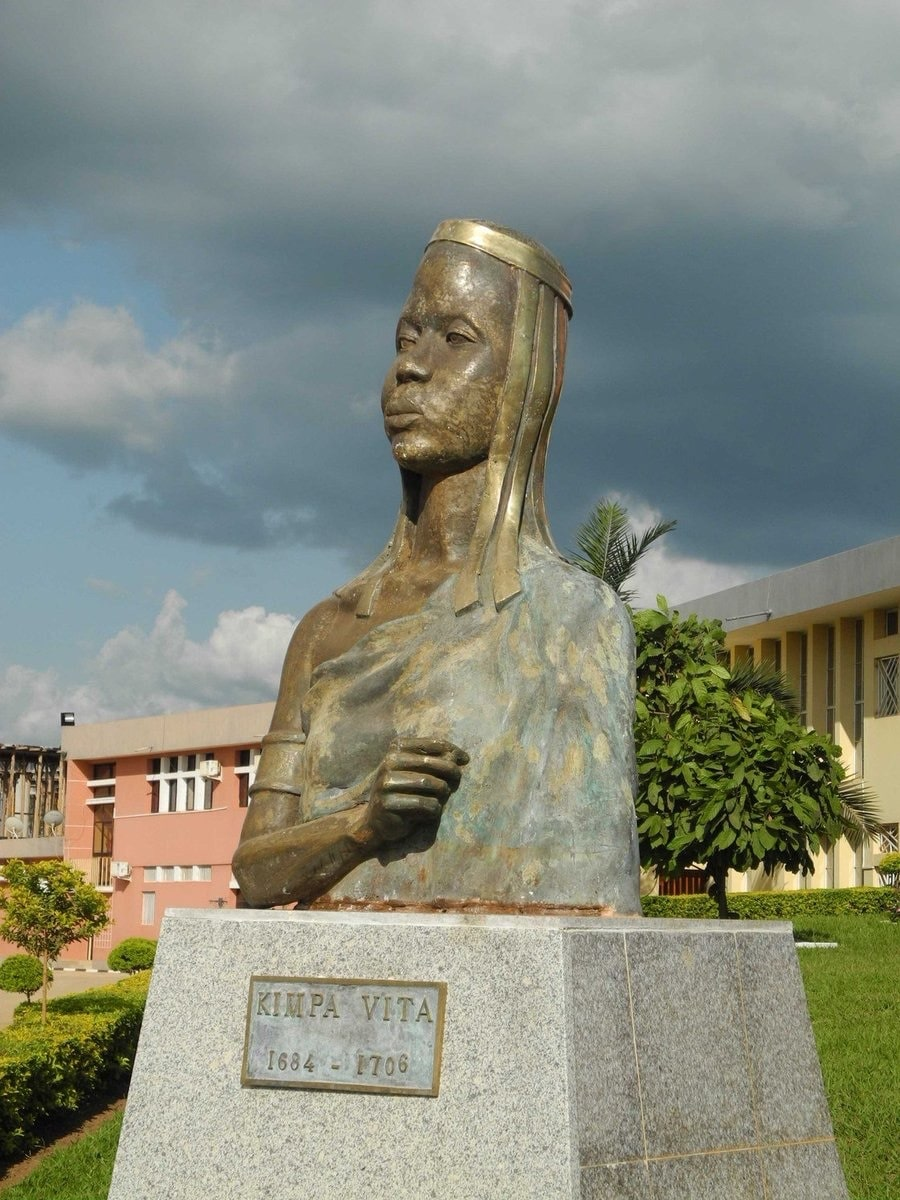
Kimpa Vitas staty i Angola.

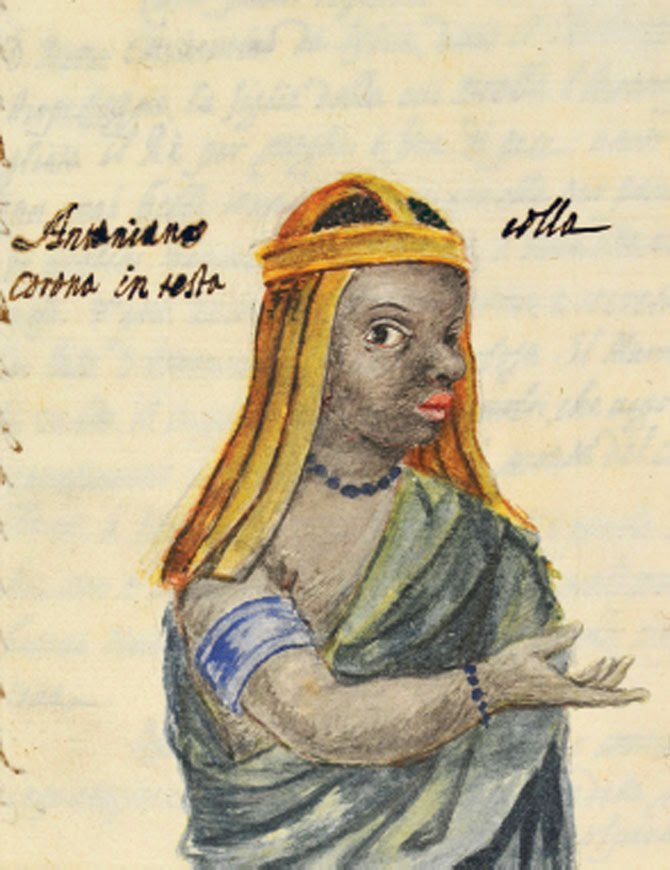
Kimpa Vita Mvita

Beatriz Kimpa Vita, född omkring 1684 som Dona Beatriz död 2 juli 1706, var en kongolesisk andlig och politisk ledare. Hon bildade sin egen religiösa rörelse, antonianismen, och ingrep i det pågående kongolesiska inbördeskriget med budskapet att riket måste avsluta tronstriden av religiösa skäl. Hon blev därmed en politisk aktör i tronföljdskriget och greps av en av tronpretendenterna, som lät åtala och avrätta henne för kätteri.

## Tidigt liv
Vita föddes nära Mount Kibangu i Kungadömet Kongo (i nuvarande Angola).
Kungadömet skakades då av ett inbördeskrig som 1678 lett till att den gamla huvudstaden São Salvador  (nuvarande Mbanza Kongo) övergetts och att landets delats upp mellan stridande tronpretendenter.
I sin ungdom genomgick hon två skilsmässor och tränades till helare inom den afrikanska kimpasikulten. Under en sjukdomsperiod 1704 hävdade Vita att St Antonius av Padua hade uppenbarat sig för henne och att han tagit över hennes kropp sedan hon dött.

## Ledarskap
Från denna tid började hon predika att hon var en Guds budbärare som dog varje fredag och tillbringade varje helg i himlen där hon talade med Gud, för att återvända till jorden varje måndag.
Under dessa sessioner fick hon veta att Kongo åter, under Vilas ledning, måste enas under en kung, då inbördeskriget förargat Kristus. Hon besökte ett par av de ledare som gjorde anspråk på tronen, utan att de ville ta till sig hennes budskap. Hon och hennes stora skara anhängare ockuperade då 1705 själva São Salvador där de upprättade ett högkvarter i den gamla, raserade katolska katedralen.
Vita gjorde om den katolska bönen Salve Regina till Salve Antoniana, en sorts trosbekännelse för hennes rörelse, antonianismen. I denna lärs bland annat ut att Gud bara är intresserad av de troendes goda avsikter, inte av sakramenten eller heliga handlingar, att St Antonius var den störste bland människor, i realiteten en andra gud. Vita hävdade även att många bibliska och senare viktiga kristna gestalter, som Jesus, hans mor Maria och den helige Franciscus alla var födda i Kongo. Hon kritiserade de katolska prästerna för att inte bekänna detta.
Vita sände ut missionärer till olika delar av landet som, med växlande framgång, spred detta budskap. En av dem som anslöt sig till Vita var Pedro Constantinho da Silva Kibenga, befälhavare för en av de trupper som sänts till São Salvador för att störta henne.

## Död
Kimpa Vita tillfångatogs i sin hemtrakt av soldater lojala till en av tronpretendenterna Pedro IV. Hon anklagades, med stöd av kapucinermunkarna Bernardo da Gallo och Lorenzo da Lucca, för att vara häxa och kättare, dömdes enligt dåtida kongolesisk lag till döden och brändes på bål 1706 i Pedros provisoriska huvudstad Evululu.